# Al Fida
Pour les articles homonymes, voir Fida.
 (octobre 2023).
Si vous disposez d'ouvrages ou d'articles de référence ou si vous connaissez des sites web de qualité traitant du thème abordé ici, merci de compléter l'article en donnant les références utiles à sa vérifiabilité et en les liant à la section « Notes et références ».
Al Fida est un des 16 arrondissements de Casablanca. Il dépend de la préfecture Al Fida-Mers Sultan. Selon le HCP, sa population en 2014 est de 186 754 habitants.
Depuis les élections de 2021, son président est Monsieur Mohamed Glouine.

## Statistiques
Cet arrondissement a connu, de 1994 jusqu’à aujourd’hui une baisse de sa population
|                        | 1994         | 2004         | 2008         | 2014    |
| Arrondissement Al Fida | 220 426 hab. | 186 754 hab. | 188 336 hab. | 186 754 |